# Ferrovia Hannover-Würzburg
La ferrovia Hannover-Würzburg è una linea ferroviaria ad alta velocità che collega Hannover a Würzburg, in Germania. È la prima di numerose linee ferroviarie riservate ai treni ad alta velocità InterCityExpress che sono state sviluppate nel Paese.
Mentre tecnicamente comincia nel villaggio di Rethen e termina parecchi chilometri a nord di Würzburg, è un collegamento de facto fra Hannover e Würzburg, con fermate a Gottinga, Kassel e Fulda. La costruzione è cominciata fin dal 1973, la linea è stata completata nel 1991. Con una lunghezza di 327 chilometri, è ancora la linea ad alta velocità più lunga in Germania ed i relativi costi sono valutati in circa 20,45 milioni di € per chilometro.